# Paracorynanthe antankarana
Paracorynanthe antankarana är en måreväxtart som beskrevs av René Paul Raymond Capuron och J.-f.Leroy. Paracorynanthe antankarana ingår i släktet Paracorynanthe och familjen måreväxter. Inga underarter finns listade i Catalogue of Life.